# داوید برنابئو
داوید برنابئو (اسپانیایی: David Bernabeu‎؛ زادهٔ ۹ ژانویهٔ ۱۹۷۵) دوچرخه‌سوار اهل اسپانیا است.